# 대니얼 레비틴

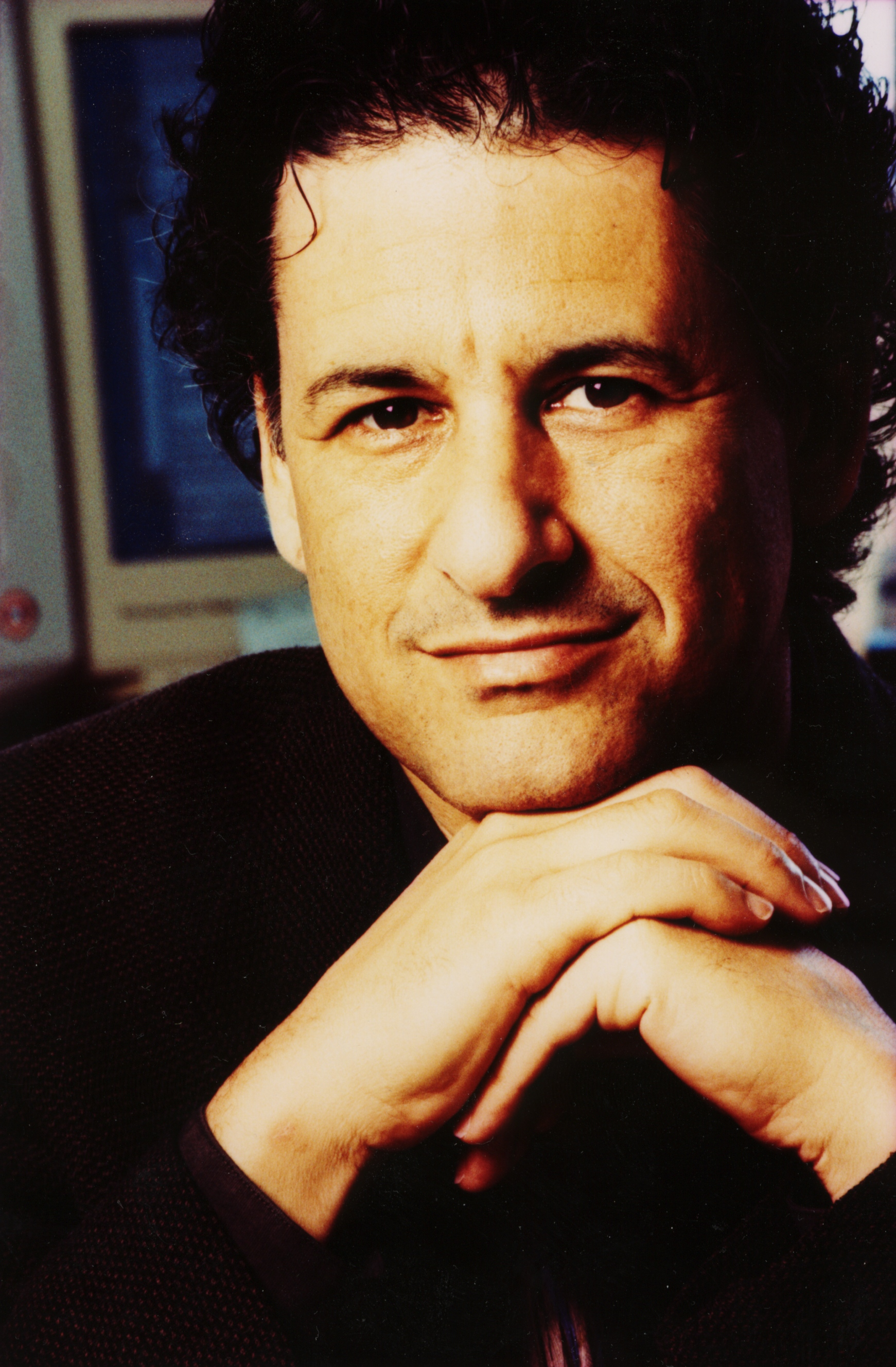

대니얼 레비틴(영어: Daniel Levitin, 1957년 12월 27일 ~)는 미국계 캐나다인이며 신경과학자, 인지심리학자, 작가, 음악가, 음반제작자이기도 하다. 여러 권의 베스트셀러 저자이기도 하다. 레비틴은 현재 캐나다 맥길 대학교에서 심리학을 가르치고 있다.